# Sadami Yokote
Sadami Yokoté (横手 貞美, Yokote Sademi, 1899- Hauteville-Lompnes, 23 mars 1931) est un artiste-peintre figuratif japonais dont l'œuvre s'inscrit dans le mouvement yōga  (洋画, peinture de style occidental).

## Biographie
Sadami Yokoté naît en 1899 (an 32 de l'ère Meiji) dans la préfecture de Miyazaki (Kyūshū) d'un père officier de justice (司法官, shihōkan) dont les fréquentes mutations amènent la famille dans diverses régions de l'île de Kyūshū, la plus méridionale du Japon.
Il entre au collège Hitode en 1914 puis au lycée Kaisei de Nagasaki et prend goût au dessin par l'intermédiaire d'un professeur de dessin, un Français dénommé Albert. Il est refusé à l'examen d'entrée de l'École nationale des Beaux-Arts de Tokyo et s'inscrit à l’Académie de Peinture occidentale Hongô où il fréquente l’atelier d’Okada Saburôsuke. Il expose alors des peintures et des aquarelles dans les Salons de Tokyo.
Après avoir vu des tableaux de Yuzō Saeki il décide en 1927 de partir en France comme Takanori Oguiss. Il expose dans les salons parisiens, notamment en 1929 alors qu'il habite 11, rue Daguerre, une toile peinte l'année précédente, Épicerie (Au cours des Halles). Il meurt à 32 ans.
Le Nagasaki Prefectural Art museum conserve 35 peintures de Yokoté Sadami, datées de 1918 à 1930, réalisées pour la plupart à Paris.

## L'œuvre

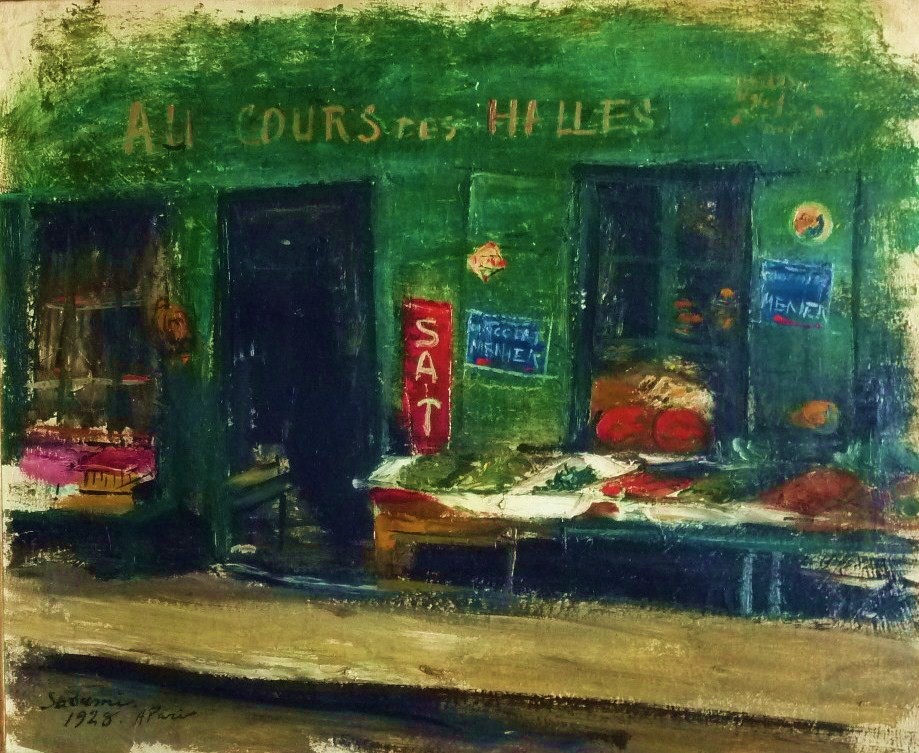
Sadami Yokoté, Épicerie, Au cours des Halles, 1928, 60 × 73 cm.

Yokoté Sadami appartient à la génération des jeunes peintres japonais qui s'installent à Paris dans l'entre-deux-guerres, fréquentant le quartier du Montparnasse, tels Riokai Ohashi (1895-1966), Yuzō Saeki (1898-1928), Takeo Yamaguchi (1902-1983), Hanjirô Sakamoto (1882-1969), Zenzaburô Kojima (1893-1962) ou, plus célèbres en France, Fujita (1896-1968) et Takanori Oguiss (1901-1986). Beaucoup d'entre eux sont influencés par la peinture de Maurice Utrillo, d'une vingtaine d'années leur aîné.
La collection du Musée de Nagasaki montre que Yokoté Sadami a abordé tous les genres picturaux, de la nature morte (1919) au portrait (Femme à la mandoline, 1925) ou autoportrait (1927), du nu au paysage (1918).
L'essentiel des peintures de Yokoté dont on a gardé trace ont pour thèmes des vues des vieux quartiers pittoresques de Paris (18e arrondissement, 1928; Rue d'Alésia), rues et églises, bouquinistes des quais de la Seine (1920), boutiques diverses, épicerie (1928) ou librairie (1929), garage (1928), entrepôt de marchand de bois et charbons (1929) ou moulin (1930). Sadami peint dans des couleurs assourdies, dominées par les gris et les bruns mais traversées fréquemment de rouges intenses. Il a recours à des pâtes épaisses, tout en laissant souvent intacts les bords de ses toiles, ce qui confère à ses œuvres l'impression de la spontanéité. Il signe ses toiles en caractères latins, ajoutant souvent la mention « à Paris ».